# Мохаммед, Юсуф (футболист)
Юсуф Мохаммед (англ. Yusuf Mohammed; род. 5 ноября 1983, Аба, Нигерия) — нигерийский футболист, защитник.

## Карьера

### Клубная карьера
Во взрослом футболе дебютировал в 2002 году в составе клуба «Эньимба», с которым выигрывал титул чемпиона Африки в 2003 и 2004 годах. В 2006 году перешёл в суданский клуб «Аль-Хилаль», за который играл на протяжении двух сезонов.
23 января 2009 года Юсуф Мохаммед завершил переход в швейцарский футбольный клуб «Сьон» вслед за своим соотечественником Обинной Нванери, который тоже присоединился к клубу в 2007 году.
В мае 2010 года Юсуф вернулся в «Аль-Хилаль», где и завершил карьеру футболиста после полученной травмы.

### Карьера в сборной
В 2008 году дебютировал в официальных матчах в составе национальной сборной Нигерии. В результате травмы, полученной на Кубке африканских наций 2010 года, прекратил выступления и не смог играть в составе сборной на чемпионате мира 2010 года.
Всего составе национальной сборной принял участие в 13 матчах.